# Tsou

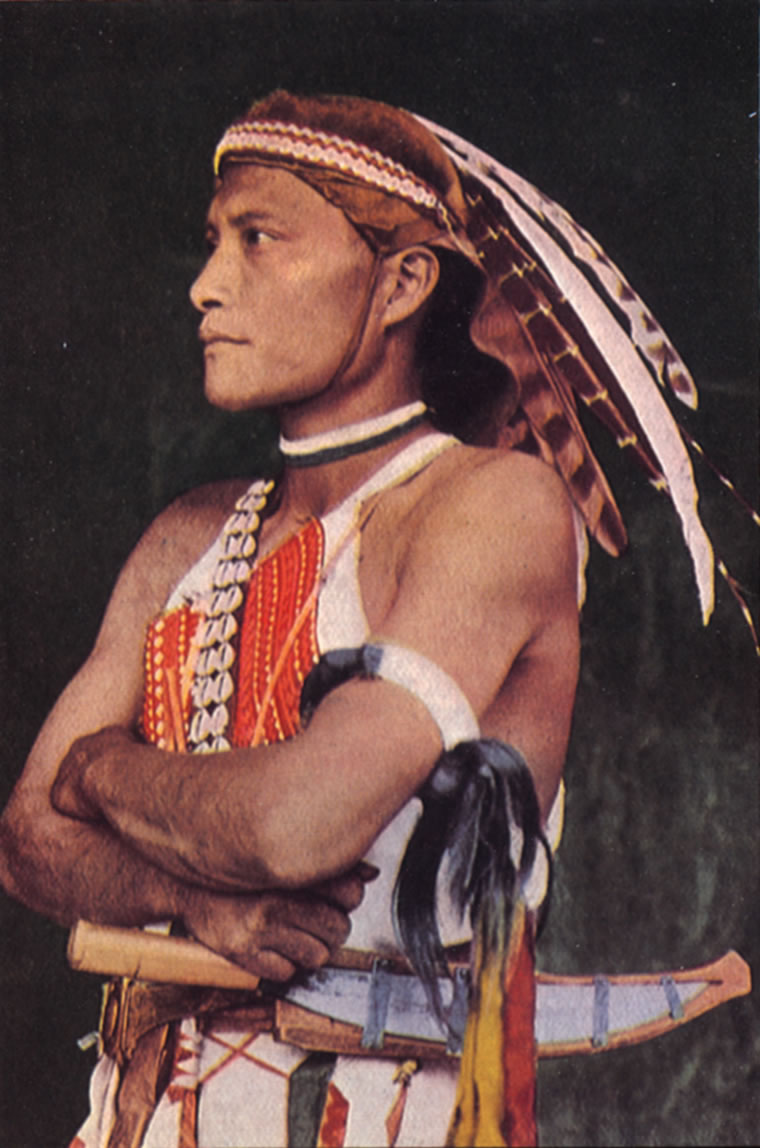
Jeune tsou avant la Seconde Guerre mondiale.

Les Tsou (chinois : 鄒) sont l'un des peuples aborigènes de Taïwan, officiellement reconnus par la République de Chine. Ils parlent le tsou, une langue du sous-groupe formosan des langues austronésiennes. On les confond souvent avec les Thaos. Ils sont près de 6 000 individus. Les Tsou sont arrivés à Taïwan il y a cinq millénaires, et tentent depuis de préserver leurs traditions, malgré les vagues successives de peuplement hollandais, chinois, japonais. Les colonisateurs ont, à chaque fois, tout fait pour les assimiler.